# دون غروسمان
دون غروسمان (بالإنجليزية: Don Grossman)‏ هو لاعب كرة قدم أسترالية أسترالي، ولد في 27 ديسمبر 1920 في برونزويك ‏ في أستراليا، وتوفي في 5 أغسطس 2004 في وارنامبول في أستراليا.

## وصلات خارجية
- دون غروسمان على موقع AustralianFootball.com (الإنجليزية)
- دون غروسمان على موقع AFLtables.com (الإنجليزية)